# 28 nm 공정
"28 nm" 리소그래피 공정은 "32 nm" 리소그래피 공정의 다이 슈링크를 기반으로 하는 하프 노드 반도체 제조 공정이다. 2010년에 생산에 도입되었다.
적어도 1997년 이후 "공정 노드"는 순전히 마케팅 목적으로 명명되었으며, 집적 회로의 크기와 직접적인 관련이 없다. "28nm" 소자의 게이트 길이, 금속 피치 또는 게이트 피치 중 어느 것도 28 나노미터가 아니다.
타이완 반도체 제조 회사는 하이-K 금속 게이트 공정 기술을 사용하여 "28 nm" 생산을 제공했다.
글로벌파운드리스는 하이-K 금속 게이트 기술을 사용하는 "28SLPe"("28nm 슈퍼 저전력") 파운드리 공정이라고 불리는 "28nm" 파운드리 공정을 제공한다.
소피 윌슨의 2016년 발표에 따르면, 28nm는 로직 게이트당 가장 낮은 비용을 가지고 있다. 공정이 축소됨에 따라 게이트당 비용은 28nm에 도달할 때까지 감소했으며, 그 이후로는 서서히 증가했다.

## 설계
"28nm"는 제조 신뢰성을 보장하기 위해 "80nm"보다 두 배 많은 설계 규칙을 필요로 한다.

## 출하된 기기
AMD의 라데온 HD 7970은 "28nm" 공정을 사용하여 제조된 그래픽 처리 장치를 사용한다.
일부 PS3 모델은 "28nm" 공정을 사용하여 제조된 RSX '리얼리티 신시사이저' 칩을 사용한다.
"28nm" 공정 기술로 생산된 FPGA에는 자일링스 아틱스 7 FPGA 및 알테라 사이클론 V FPGA 모델이 포함된다.